# João António Ortigão Ramos
João António Ortigão Ramos OC (Lisboa, 31 de dezembro de 1897 - Lisboa, 13 de junho de 1971) foi um empresário, desportista e publicista português.

## Biografia
Filho de António Ferreira Ramos (? - Lisboa, Santa Catarina, 16 de Setembro de 1921) e de sua mulher Berta Ramalho Ortigão (Porto, Cedofeita, 13 de Janeiro de 1863 - Lisboa, Santa Catarina, 1 de Fevereiro de 1947) e neto materno do escritor José Duarte Ramalho Ortigão e de sua mulher Emília Isaura Vilaça de Araújo da Veiga.
Cursou o Instituto Superior Técnico da Universidade Técnica de Lisboa.
Em 1934, assumiu a Gerência do São Luís Cine, construído e reconstruído por uma Sociedade de que seu pai foi o Sócio principal. À frente daquela casa de espectáculos, como Director comproprietário, desenvolveu acção notável, elevando-a ao nível e à categoria das mais belas de Portugal.
Por sua iniciativa, construiu-se o Salão de Festas no local onde se ergueu o Jardim de Inverno. A respectiva inauguração foi integrada nas Comemorações do Cinquentenário do Teatro D. Amélia. Nessa data, promoveu a publicação duma plaquette, fora do mercado, intitulada As Bodas de Oiro do São Luís, e onde se reuniram os discursos pronunciados no acto inaugural do Salão de Festas e os artigos da Imprensa alusivos à data que se comemorava. O Cinquentenário do primeiro espectáculo realizado no D. Amélia (1896-1946) foi, também, assinalado com uma sessão especial, durante a qual, pela primeira vez numa casa de espectáculos, se projectaram sobre ecrã normal filmes de 16 mm com aparelhagem portátil.
Como Director do São Luís, influenciou directamente os moldes da exploração cinematográfica em Portugal sob muitos aspectos, entre os quais se podem mencionar: a intensificação das matinées, a realização com carácter regular de espectáculos infantis, com o Uma Hora de Cinema para Crianças, a ressurreição dos velhos filmes, com o Filmes de Outros Tempos, etc.
No que se refere à produção de filmes portugueses, teve, também, parte importante, mormente no período do advento do fonocinema em Portugal. Foi ele, com efeito, quem primeiro estudou em França a construção e equipamento dum estúdio cinematográfico, a erguer em Lisboa, com vista à organização de onde deveria sair a Tobis Portuguesa. Em período particularmente difícil da indústria cinematográfica nacional, assumiu o cargo de Director de Produção d' A Canção de Lisboa, de José Ângelo Cottinelli Telmo, o primeiro filme falado inteiramente produzido e realizado em Portugal.
Durante muitos anos, pertenceu aos Corpos Gerentes da Tobis Portuguesa e, nessa qualidade, pôde afirmar o seu interesse pela indústria, que, aliás, nunca deixou de fomentar e acarinhar, associando muitas vezes o São Luís à produção de vários filmes.
Foi Presidente da Assembleia Geral e da Direcção do Grémio Nacional dos Cinemas e pertenceu à Comissão Organizadora da Caixa de Previdência dos Profissionais de Espectáculos.
Desde muito novo, dedicou-se ao automobilismo. Tomou parte em inúmeras provas desportivas, entre as quais o II Quilómetro de Arranque, em Lisboa, onde se classificou como vencedor absoluto. O conhecimento profundo do automobilismo e dos seus problemas fizeram dele uma autoridade na matéria, e publicou, no "Diário de Notícias", vários artigos sobre viação e trânsito, que atestam a competência do autor nessa especialidade. Era em 1949, e desde 1928, Director do Automóvel Club de Portugal, e Vogal da Junta Autónoma das Estradas.
Foi condecorado pelo Governo Francês com o grau de Oficial da Ordem das Palmas Académicas.
A 30 de Junho de 1961 foi feito Oficial da Ordem Militar de Nosso Senhor Jesus Cristo.